# Cantón de Blesle
El cantón de Blesle era una división administrativa francesa, que estaba situada en el departamento de Alto Loira y la región de Auvernia.

## Composición
El cantón estaba formado por diez comunas:
- Autrac
- Blesle
- Chambezon
- Espalem
- Grenier-Montgon
- Léotoing
- Lorlanges
- Lubilhac
- Saint-Étienne-sur-Blesle
- Torsiac

## Supresión del cantón de Blesle
En aplicación del Decreto nº 2014-162 de 17 de febrero de 2014, el cantón de Blesle fue suprimido el 22 de marzo de 2015 y sus 10 comunas pasaron a formar parte; nueve del nuevo cantón de Sainte-Florine y una del nuevo cantón del País de Lafayette.